# Aeropuerto Regional de Sobral
El Aeropuerto Regional de Sobral (IATA: JSO, OACI: SN6L), llamado así por Luciano de Arruda Coelho, es el aeropuerto que da servicio a Sobral, Ceará, Brasil.

## Historia
El aeropuerto abrió el 1 de abril de 2022. Reemplazó al antiguo aeropuerto de Sobral, Aeropuerto Cel. Virgilio Távora.

## Aerolíneas y destinos
| Aerolíneas   | Destinos      |
| ------------ | ------------- |
| Azul Conecta | Fortaleza     |
| LATAM Brasil | São Paulo-GRU |

## Acceso
El aeropuerto se encuentra a 25 km (16 mi) del centro de Sobral.